# Ветерау
Ветерау (на немски: Wetterau) е ландшафт в Хесен, Германия (Haupteinheit 234).
Ветерау днес е територията северно от Франкфурт на Майн.